# انظار اسماعیلوف
انظار اسماعیلوف (انگلیسی: Anzur Ismailov؛ زادهٔ ۲۱ آوریل ۱۹۸۵) یک بازیکن فوتبال اهل ازبکستان است.
وی همچنین در تیم ملی فوتبال ازبکستان بازی کرده‌است.